# カイちゃん
カイちゃん（1981年8月28日 - ）は、日本のお笑い芸人。吉本興業所属。

## 来歴
竹原慎二&畑山隆則のボクサ・フィットネス・ジムへ所属していた元プロボクサーであり、リングネームはカイ・ジョンソン。由来は往年のNBAでのスーパースターだったマジック・ジョンソンから。現役時代の戦績は20戦5勝(高野人母美などから2KO)12敗3分。東洋太平洋スーパーフライ級（対戦相手は小澤瑶生）、日本バンタム級（対戦相手は吉田実代）で1位となった経験を持つ。なお、プロボクサー時代にも日本テレビ系『幸せ!ボンビーガール』への出演歴がある。
一時期、同期の大天使マイク・こだま児玉とトリオ「赤鬼合衆国」を組んでいた。2020年のキングオブコントでは準々決勝進出。

## 人物
体重65 kg。
趣味はウーバーイーツ配達、特技は英語・ボクシング（前述の通りプロとしての経歴あり）。

## 芸風
手作りの小道具を活かしたコントを主に演じる。
M-1グランプリには2020年大会において「赤鬼合衆国」として2回戦進出。2021年大会では「カマンベールガイモン」として出場するも1回戦敗退に終わっている。2022年大会では「カイちゃんカズちゃん」として出場、1回戦敗退。

## 出演
- 幸せ!ボンビーガール（日本テレビ）[11]
- あらびき団（TBSテレビ）[17][18]
- ぴったり にちようチャップリン（テレビ東京）